# Série mondiale 1985
La Série mondiale 1985 était la 82e série finale des Ligues majeures de baseball. Elle a débuté le 19 octobre 1985 et opposait les champions de la Ligue américaine, les Royals de Kansas City, aux champions de la Ligue nationale, les Cardinals de Saint-Louis.
Cette série 4 de 7 s'est terminée le 27 octobre 1985 par une victoire des Royals de Kansas City qui, menacés d'élimination après le match #4, remportèrent trois victoires consécutives pour gagner la série dans la limite de 7 matchs, quatre victoires contre trois. En Série de championnat de la Ligue américaine de baseball, les Royals avait accompli le même ralliement tardif, laissant Toronto prendre les devants 3-1 dans la série avant de l'emporter 4-3.

## Équipes en présence
Les Cardinals de Saint-Louis remportèrent le championnat de la division Est de la Ligue Nationale après une bataille serrée avec les Mets de New York, qu'ils devancèrent par 3 matchs. Les Cards furent la seule équipe cette année-là à remporter plus de 100 victoires, terminant la saison avec un dossier de 101-61, le meilleur des majeures.
En Série de championnat de la Ligue Nationale, Saint-Louis eut le meilleur en six matchs sur les Dodgers de Los Angeles, champions de la division Ouest.
Les Royals de Kansas City remportèrent quant à eux de justesse le championnat de le section Ouest de la Ligue américaine, avec une fiche de 91-71 et un match de priorité sur les Angels de la Californie. 
En Série de championnat de la Ligue américaine de baseball, les Royals l'emportèrent 4 parties contre 3 sur les Blue Jays de Toronto, remportant les trois dernières rencontres après avoir laissé leurs adversaires prendre une avance de trois parties à une dans la série.
En quête d'une première conquête de la Série mondiale, les Royals avait remporté trois championnats de division consécutifs entre 1976 et 1978, pour s'incliner chaque fois en Série de championnat. À leur seule présence en Série mondiale, ils furent battus par les Phillies de Philadelphie en six matchs en 1980.
Les Cardinals participaient à la Série mondiale pour la 14e fois, ayant remporté le titre à neuf reprises, pour la dernière fois en 1982.

## Déroulement de la Série

### Calendrier des rencontres
| Match | Date       | Visiteur                 | Hôte                     | Score  |
| ----- | ---------- | ------------------------ | ------------------------ | ------ |
| 1     | 19 octobre | Cardinals de Saint-Louis | Royals de Kansas City    | 3 - 1  |
| 2     | 20 octobre | Cardinals de Saint-Louis | Royals de Kansas City    | 4 - 2  |
| 3     | 22 octobre | Royals de Kansas City    | Cardinals de Saint-Louis | 6 - 1  |
| 4     | 23 octobre | Royals de Kansas City    | Cardinals de Saint-Louis | 0 - 3  |
| 5     | 24 octobre | Royals de Kansas City    | Cardinals de Saint-Louis | 6 - 1  |
| 6     | 26 octobre | Cardinals de Saint-Louis | Royals de Kansas City    | 1 - 2  |
| 7     | 27 octobre | Cardinals de Saint-Louis | Royals de Kansas City    | 0 - 11 |

### Match 1
Samedi 19 octobre 1985 au Royals Stadium, Kansas City, Missouri.
| Cardinals de Saint-Louis | 0 | 0 | 1 | 1 | 0 | 0 | 0 | 0 | 1 | 3 | 7 | 1 |
| Royals de Kansas City | 0 | 1 | 0 | 0 | 0 | 0 | 0 | 0 | 0 | 1 | 8 | 1 |
| Lanceurs partants : STL : John Tudor KC : Danny Jackson Vic. : John Tudor (1-0) Déf. : Danny Jackson (0-1) Sauv. : Todd Worrell (1) |   |   |   |   |   |   |   |   |   |   |   |   |

Les Cardinals remportent le premier match au domicile des Royals, 3 à 1, pour prendre les devants 1-0 dans la série. Cesar Cedeno, Jack Clark et Willie McGee produisent les points des Cards, et Steve Balboni celui de Kansas City.

### Match 2
Dimanche 20 octobre 1985 au Royals Stadium, Kansas City, Missouri.
| Cardinals de Saint-Louis                                                                                          | 0 | 0 | 0 | 0 | 0 | 0 | 0 | 0 | 4 | 4 | 6 | 0 |
| Royals de Kansas City                                                                                             | 0 | 0 | 0 | 2 | 0 | 0 | 0 | 0 | 0 | 2 | 9 | 0 |
| Lanceurs partants : STL : Danny Cox KC : Charlie Leibrandt Vic. : Ken Dayley (1-0) Déf. : Charlie Leibrandt (0-1) |   |   |   |   |   |   |   |   |   |   |   |   |

Le partant des Royals, Charlie Leibrandt, blanchit les Cards pendant huit manches. Avec son équipe en avant 2-0 en début de 9e, Leibrandt flanche. Terry Pendleton vide les buts avec un double bon pour trois points qui brise l'égalité et permet à Saint-Louis de remporter une seconde victoire au domicile de leurs rivaux du Missouri, l'emportant 4-2 dans le match et prenant une avance de 2-0 dans la série.

### Match 3
Mardi 22 octobre 1985 au Busch Memorial Stadium, Saint-Louis, Missouri.
| Royals de Kansas City | 0 | 0 | 0 | 2 | 2 | 0 | 2 | 0 | 0 | 6 | 11 | 0 |
| Cardinals de Saint-Louis                                                                                                 | 0 | 0 | 0 | 0 | 0 | 1 | 0 | 0 | 0 | 1 | 6  | 0 |
| Lanceurs partants : KC : Bret Saberhagen STL : Joaquin Andujar Vic. : Bret Saberhagen (1-0) Déf. : Joaquin Andujar (0-1) |   |   |   |   |   |   |   |   |   |   |    |   |

Les Royals reviennent dans la série grâce à une solide performance de leur as lanceur Bret Saberhagen, qui eut le meilleur sur son opposant Joaquín Andújar, vainqueur de 22 parties en saison. Kansas City gagne le troisième match 6-1.

### Match 4
Mercredi 23 octobre 1985 au Busch Memorial Stadium, Saint-Louis, Missouri.
| Royals de Kansas City | 0 | 0 | 0 | 0 | 0 | 0 | 2 | 0 | 0 | 0 | 5 | 1 |
| Cardinals de Saint-Louis | 0 | 1 | 1 | 0 | 1 | 1 | 0 | 0 | X | 3 | 6 | 0 |
| Lanceurs partants : KC : John Tudor STL : Buddy Black Vic. : John Tudor (2-0) Déf. : Buddy Black (0-1) HRs: STL : Tito Landrum (1), Willie McGee (1) |   |   |   |   |   |   |   |   |   |   |   |   |

John Tudor lance un match complet, blanchissant les Royals et ne leur accordant que cinq coups sûrs, dans un match remporté par Saint-Louis, 3 à 0. Tito Landrum, qui remplace Vince Coleman, blessé, frappe la longue balle pour les Cards, qui se retrouvent à l'issue de ce match à une seule victoire de conquérir leur second titre mondial en quatre ans.

### Match 5
Jeudi 24 octobre 1985 au Busch Memorial Stadium, Saint-Louis, Missouri.
| Royals de Kansas City                                                                                      | 1 | 3 | 0 | 0 | 0 | 0 | 2 | 1 | 1 | 6 | 11 | 2 |
| Cardinals de Saint-Louis                                                                                   | 1 | 0 | 0 | 0 | 0 | 0 | 0 | 0 | 0 | 1 | 5  | 1 |
| Lanceurs partants : KC : Danny Jackson STL : Bob Forsch Vic. : Danny Jackson (1-1) Déf. : Bob Forsch (0-1) |   |   |   |   |   |   |   |   |   |   |    |   |

Les Royals faisaient face à l'élimination dans ce cinquième match à Saint-Louis. Au monticule, le partant Danny Jackson offre une solide performance, permettant à Kansas City de l'emporter facilement 6-1. L'avance des Cards dans la série est réduite à 3-2.

### Match 6
Samedi 26 octobre 1985 au Royals Stadium, Kansas City, Missouri.
| Cardinals de Saint-Louis                                                                                          | 0 | 0 | 0 | 0 | 0 | 0 | 0 | 1 | 0 | 1 | 5  | 0 |
| Royals de Kansas City                                                                                             | 0 | 0 | 0 | 0 | 0 | 0 | 0 | 0 | 2 | 2 | 10 | 0 |
| Lanceurs partants : STL : Danny Cox KC : Charlie Leibrandt Vic. : Dan Quisenberry (1-0) Déf. : Todd Worrell (0-1) |   |   |   |   |   |   |   |   |   |   |    |   |

Les deux artilleurs en présence se livrent un duel de lanceurs sans merci. Danny Cox des Cardinals et Charlie Leibrandt des Royals n'accordent pratiquement rien aux frappeurs, jusqu'en début de 8e manche, alors que Brian Harper pousse Terry Pendleton au marbre sur un simple, plaçant Saint-Louis en avant 1-0, avec six retraits à effectuer pour être sacrés champions 1985.
Mais en fin de 9e, avec l'as releveur Todd Worrell au monticule, Jorge Orta amorce la manche avec un roulant bondissant en direction du joueur de premier but Jack Clark. Ce dernier remet à Worrell, qui se déplace vers le premier coussin, pour compléter un retrait 3-1 de routine, mais l'arbitre Don Denkinger déclare Orta sauf. La reprise vidéo montre pourtant clairement que le relais de Clark à Worrell avait devancé le coureur. Au lieu d'accuser un retrait contre eux, les Royals ont maintenant le point égalisateur au premier.
Cette décision discutable de l'officiel semble déconcerter les Cards. Le frappeur suivant, Steve Balboni soulève un faible ballon hors ligne, ce qui aurait dû être un retrait facile. Mais il y a confusion entre le receveur Darrell Porter et le premier-but Jack Clark sur qui doit capter le ballon. La balle tombe entre les deux joueurs, pour une fausse balle. Balboni, de retour à la plaque, frappe un simple et soudainement Kansas City a deux coureurs sur les buts sans aucun retrait.
Jim Sundberg dépose mal l'amorti, récupéré par Worrell qui lance au troisième pour retirer le coureur Orta et enregistrer le premier retrait de la manche. Le caffouillage défensif des Cards reprend de plus belle, cependant, alors qu'une balle passée au receveur Porter permet à Onix Conception (coureur suppléant à la place de Balboni) et Sundberg d'avancer de 90 pieds. Ils sont tous deux en position de marquer maintenant, respectivement aux 3e et 2e coussins. La gaffe pousse les Cards à allouer un but-sur-balles intentionnel au frappeur suppléant Hal McRae pour remplir les buts.
Puis un autre frappeur suppléant, Dane Iorg, joue les héros avec un simple au champ droit qui fait marquer Conception et Sundberg. Les Royals remportent le match 2-1 grâce à ce ralliement spectaculaire, avec une cinquième victoire depuis le début des séries alors qu'ils font face à une élimination. La série est égale 3-3 et un septième et ultime match sera nécessaire.
Les Cardinals blâmèrent l'officiel Don Denkinger pour la mauvaise décision rendue en 9e et pour leur défaite.

### Match 7
Dimanche 27 octobre 1985 au Royals Stadium, Kansas City, Missouri.
| Cardinals de Saint-Louis | 0 | 0 | 0 | 0 | 0 | 0 | 0 | 0 | 0 | 0  | 5  | 0 |
| Royals de Kansas City | 0 | 2 | 3 | 0 | 6 | 0 | 0 | 0 | X | 11 | 14 | 0 |
| Lanceurs partants : STL : John Tudor KC : Bret Saberhagen Vic. : Bret Saberhagen (2-0) Déf. : John Tudor (2-1) HRs: KC : Darryl Motley (1) |   |   |   |   |   |   |   |   |   |    |    |   |

Bret Saberhagen, dont l'épouse a donné naissance à un enfant la veille, est de retour au monticule pour les Royals à l'occasion du 7e et dernier match à Kansas City. Il est opposé à John Tudor, lanceur gagnant dans les matchs #1 et #4, au cours desquels il a limité l'attaque adverse à un seul point et une poignée de coups sûrs.
Les Royals, cependant, percent le mystère Tudor. En deuxième, Darryl Motley cogne un circuit de deux points pour placer son équipe en avant, puis en troisième les locaux portent leur avance à 5-0, chassant le partant des Cards du match. Jim Sundberg fait marquer un point en soutirant un but-sur-balles avec les buts remplis, puis Steve Balboni frappe un simple de deux points.
En fin de 5e, c'est la débandade pour Saint-Louis. Le releveur Jeff Lahti est victime de quatre points mérités. Son successeur sur la butte, Ricky Horton, ne peut stopper la poussée offensive des Royals, ni le partant Joaquín Andújar, dépêché en relève. 
Alors qu'il lance à Jim Sundberg, Andujar argumente avec l'arbitre au marbre, Don Denkinger, celui-là même qui la veille officiait au premier but et avait rendu la décision controversée qui avait ouvert la porte au ralliement des Royals en 9e manche. Le gérant des Cards Whitey Herzog, qui lui aussi avait critiqué les décisions de l'arbitre depuis le début du match, perd patience et sort de l'abri de son équipe pour dire sa façon de penser à Denkinger. Lors de la reprise du jeu, l'arbitre appelle une balle sur le lancer suivant, et Andujar, plus furieux que jamais, se rue vers Denkinger[réf. nécessaire]. Trois de ses coéquipiers interviennent pour le retenir. Andujar et le gérant Herzog sont expulsés de la partie. Plus tard, le baseball majeur imposera à Joaquin Andujar une suspension de 10 matchs pour son comportement, ce qui lui fera rater le début de la saison 1986.
Un autre lanceur, Bob Forsch est envoyé en relève, mais en affrontant son premier frappeur, Steve Balboni, il commet un mauvais lancer qui pousse George Brett au marbre. Forsch retirera Balboni pour clore la manche, mais c'est 11-0 Kansas City.
Bret Saberhagen complète le match pour les Royals, n'allouant que cinq coups sûrs en neuf manches. C'est par ce pointage de 11-0 que les Royals de Kansas City remporte le septième match et leur première Série mondiale (la seule qu'ils aient gagné à ce jour) après une décennie de succès qui ne s'étaient jamais soldés par la conquête des grands honneurs. Ils deviennent également la sixième équipe de l'histoire (et la dernière à ce jour) à remporter la finale après avoir comblé un déficit de 1-3 dans la série.

## Joueur par excellence
Le partant des Royals de Kansas City, Bret Saberhagen, qui venait à 21 ans de remporter son premier trophée Cy Young grâce à une fiche de 20-6 et une moyenne de points mérités de 2,87 en saison régulière, est nommé joueur par excellence de la Série mondiale 1985.
Le lanceur droitier a débuté deux des sept rencontres de la série. Crédité de la victoire à chaque fois, il a lancé deux matchs complets dont un blanchissage, espaçant 11 coups sûrs et ne donnant qu'un point aux Cardinals en dix huit manches lancées, pour une moyenne de points mérités de 0,50. Il fut le lanceur gagnant dans la septième rencontre qui départagea les deux équipes et fit des Royals les nouveaux champions du monde.

## Autres
- Cette finale est la dernière Série mondiale dans laquelle la règle du frappeur désigné n'a pas été appliquée lors des matchs disputés dans un stade de la Ligue américaine.
- Saint-Louis n'a frappé que dans une moyenne de .183 lors de cette série, la plus basse moyenne au bâton pour une équipe dans une Série mondiale de 7 matchs. Cette marque a été battue en 2001 quand les Yankees de New York n'ont frappé que pour .181 face aux lanceurs des Diamondbacks de l'Arizona. Au total des points, les Royals ont eu le meilleur 26-13, et même si les Cardinals l'avaient emporté sans la décision controversée du match # 6, ils auraient été champions du monde en ayant compté moins de points que leurs adversaires (13-15).
- Mettant aux prises deux clubs de l'État du Missouri, cette série a été surnommée I-70 Series, puisqu'une autoroute sépare les villes de Saint-Louis et Kansas City, l'Interstate 70. Deux équipes du Missouri s'étaient déjà affrontées lors de la Série mondiale de 1944, soit les Cardinals de Saint-Louis et les Browns de Saint-Louis.
- Pour la première fois lors de la Série mondiale de 1985, tous les matchs ont été disputés en soirée.